# Hans Olsson (alpin skidåkare)
Hans Olsson, född 27 augusti 1984 i Mora, är en svensk tidigare alpin skidåkare som tävlade för IFK Mora Alpina.
Olsson har en guldmedalj i junior-VM i super-G från Maribor 2004, och ett VM-silver i lag från Åre 2007. Olsson är också 18-faldig svensk mästare. När han blev trea i störtloppet i Lake Louise 29 november 2008, var det första gången en svensk manlig åkare kommit på pallen i ett störtlopp i världscupen.
Olsson är även den ende svensk som varit rankad bland de 15 bästa i störtloppsvärldscupen (12:e plats 2009 och 13:e plats 2010). Han har även 6 europacupsegrar och 10 pallplatser i Europacupen, samt 18 individuella SM-guld.[källa behövs]
År 2015 avslutade Olsson sin karriär.

## Familj
Hans Olsson har sedan 2004 ett förhållande med Maria Pietilä Holmner och de har tillsammans en dotter och en son. Han är även bror med den svenska skidåkaren, entreprenören och influencern Jon Olsson.